# Ida Blom

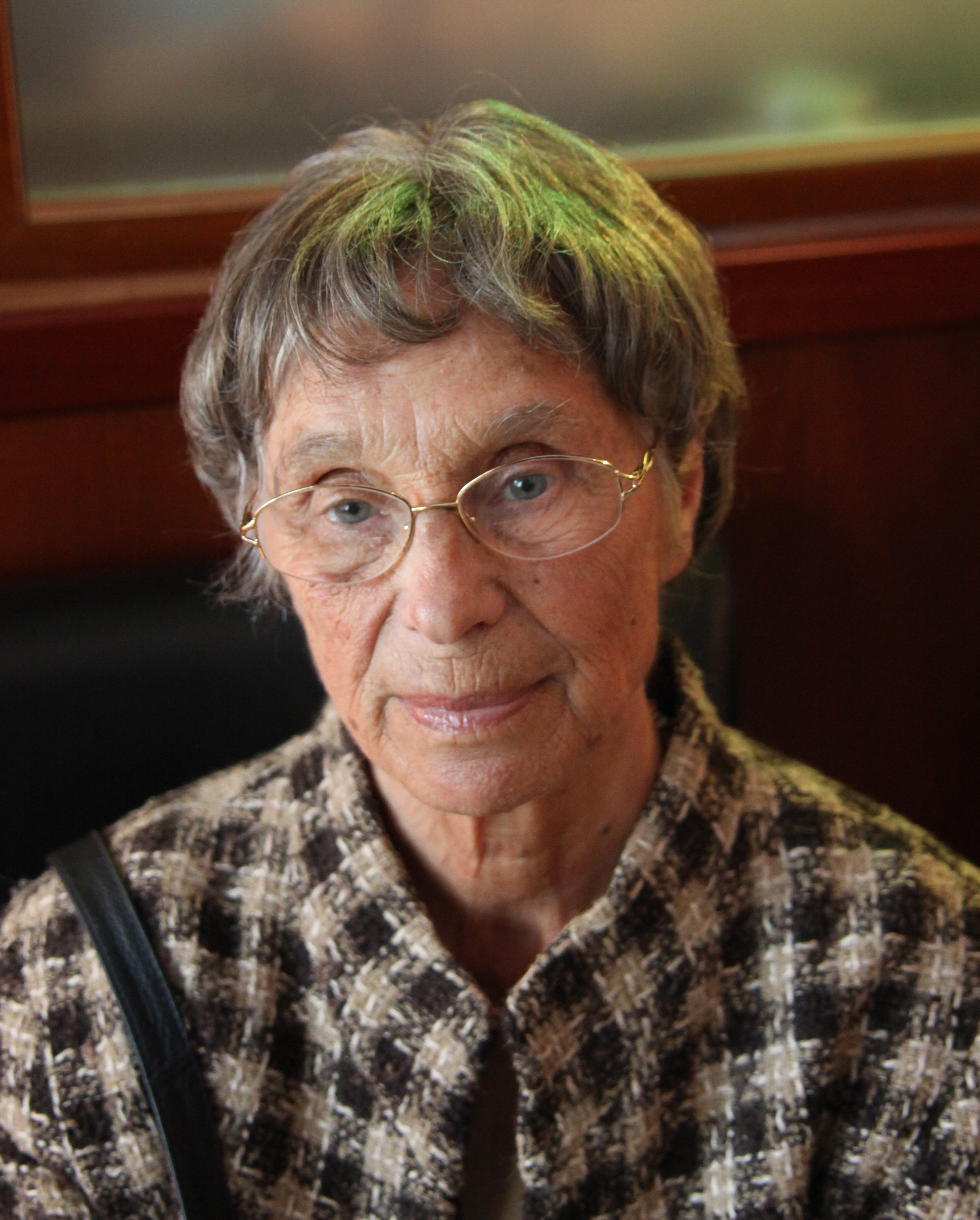
Ida Blom, 2009

Ida Clara Bonnevie Blom (* 20. Januar 1931 in Gentofte, Dänemark als Ida Clara Bonnevie; † 26. November 2016) war eine norwegische Historikerin und Hochschullehrerin. Von 1985 bis 2001 war sie Inhaberin einer Professur für Frauengeschichte an der Universität Bergen.

## Leben
Ida Blom wurde im Januar 1931 unter dem Namen Ida Clara Bonnevie als Tochter des Archivars Thomas Rørdam Bonnevie und dessen Frau Clara Emilie Gøtsche in der Nähe von Kopenhagen geboren. Über ihren Vater bestand eine Verwandtschaftsbeziehung zu Kristine Bonnevie, die als erste Frau eine Professur in Norwegen erhielt. Ihr Vater starb, als Blom noch jung war. Nach ihrem Abschluss der Schulzeit im Jahr 1949 machte sie eine zweijährige Ausbildung zur Sekretärin, die sie unter anderem nach Paris führte. Im Jahr 1954 heiratete sie Christopher Blom und zog in die westnorwegische Stadt Bergen.

### Studium und Forschung
In Bergen studierte sie zunächst Französisch und Deutsch, bevor sie im Jahr 1960 ans historische Institut wechselte und dort ab 1961 unterrichtete. Im Mai 1972 promovierte sie mit einer Arbeit über die norwegische Grönlandpolitik zwischen 1921 und 1931. Blom gab später an, dass sie das Thema gewählt hätte, weil sie als in Dänemark aufgewachsene und nach Norwegen ausgewanderte Person den Konflikt zwischen den beiden Ländern interessant gefunden hatte.
Im gleichen Jahr begann sie, sich mit der Geschichte der Frauen zu beschäftigen, und widmete in der Folge ihr weiteres Leben der Erforschung der  Frauen- und Geschlechtergeschichte, ausgehend von Skandinavien bis hin zur Globalgeschichte; außerdem engagierte sie sich in der Organisierung dieses neuen Felds auf nationaler, regionaler und globaler Ebene. Blom erklärte später, sie sei auf das Thema gestoßen, als in Norwegen eine Volksabstimmung über den Beitritt zur Europäischen Gemeinschaft (EG) stattfand, und zwar deshalb, weil der Gemeinsame Markt damals ausschließlich von Männern geleitet worden sei. Außerdem machte sie sich jetzt klarer als zuvor, dass das Frauenwahlrecht zum Teil lange nach dem Wahlrecht für Männer eingeführt worden war, und sie fragte sich, welche anderen die Frauen betreffenden und wenig erforschten Bereiche es gäbe.
In den 1970er-Jahren wurden schließlich unter anderem Empfängnisverhütung, Mutterschaft und das Alltagsleben der Frauen ihre Hauptforschungsgebiete. Im Jahr 1980 veröffentlichte sie das Buch Barnebegrensning – synd eller sunn fornuft? zum Thema Geburtenkontrolle. Sie veröffentlichte dazu in den folgenden Jahren weitere Artikel und Bücher. Im Laufe der Zeit ging Blom auch auf Themengebiete wie die unbezahlte Arbeit von Frauen im Haushalt über. Des Weiteren war sie im Bereich der Medizingeschichte tätig.

### Professur
Als 1985 an der Universität Bergen Europas erstes Frauenforschungszentrum eröffnet wurde, ernannte man Blom als dessen Leiterin. Im selben Jahr begann sie ihre Tätigkeit als Professorin für Frauengeschichte. Sie war dabei die erste Person in Norwegen, die auf diesem Fachgebiet eine Professur erhielt. Zudem gehörte Blom zu den Mitgründern der International Federation for Research in Women’s History, wo sie zwischen 1990 und 1995 als erste Präsidentin der Vereinigung fungierte. Zu Beginn der 1990er-Jahre diente sie als Redakteurin der aus drei Bänden bestehenden Buchreihe Cappelens kvinnehistorie (deutsch: Cappelens Frauengeschichte), die beim Verlag Cappelen erschien. Blom schrieb dabei außerdem den ersten Band. Die Buchreihe wurde im Jahr 1993 mit dem Literaturpreis Brageprisen ausgezeichnet. Im selben Jahr wurde Ida Blom Mitglied der Norwegischen Akademie der Wissenschaften, 1996 folgte die Mitgliedschaft in der schwedischen Kungliga Vitterhets Historie och Antikvitets Akademien. Im Jahr 1996 wurde sie zudem Ehrendoktorin der Universität Kopenhagen.
Nach ihrer Pensionierung im Jahr 2001 setzte sie ihre Tätigkeit als Forscherin und Rednerin noch einige Zeit fort. Im Jahr 2008 wurde ein Gebäude der Universität Bergen nach ihr benannt. Am 25. November 2016 verstarb sie im Alter von 85 Jahren.

## Auszeichnungen
- 1992: Brageprisen für Cappelens kvinnehistorie (Ida Blom et al.)
- 1996: Ehrendoktorin der Universität Kopenhagen
- 2001: Sankt-Olav-Orden (Komtur)
- 2006: Ehrenmitglied der American Historical Association
- 2009: Gina Krog-prisen der Norsk Kvinnesaksforening
- 2012: Ordentliches Mitglied der Academia Europaea[7]

## Werke (Auswahl)
- 1972: Kampen om Eirik Raudes land, Oslo
- 1980: Barnebegrensning – synd eller sunn fornuft?, Bergen
- 1983: Kjønnsroller og likestilling
- 1988: «Den haarde dyst»: Fødsler og fødselshjelp gjennom 150 år, Oslo
- 1994: Det er forskjell på folk – nå som før, Oslo
- 1998: „Feberens ville rose“ – Tre omsorgssystemer i tuberkulosearbeidet 1900 – 1960, Bergen, Fagbokforlaget